# Mortes em fevereiro de 2007
Mortes em 2007: ← – Janeiro – Fevereiro – Março – Abril – Maio – Junho – Julho – Agosto – Setembro – Outubro – Novembro – Dezembro – →
Esta é uma relação de pessoas notáveis que morreram durante o mês de fevereiro de 2007, listando nome, nacionalidade, ocupação e ano de nascimento.

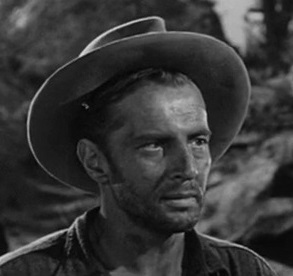
Bruce Bennett, ator estadunidense.

| Dia | Nome                       | Profissão ou motivo de reconhecimento | Nacionalidade  | Ano de nasc. | Ref    |
| --- | -------------------------- | ------------------------------------- | -------------- | ------------ | ------ |
| 1   | Antonio Ortás              | Religioso                             | Espanha        | 1921         | [ 1 ]  |
| 1   | Feliciano Béjar            | Escultor e pintor                     | México         | 1920         |        |
| 1   | Giancarlo Menotti          | Compositor                            | Itália         | 1911         | [ 2 ]  |
| 2   | Roger Elwood               | Escritor                              | Estados Unidos | 1943         |        |
| 2   | Billy Henderson            | Cantor e compositor                   | Estados Unidos | 1939         | [ 3 ]  |
| 3   | Pedro Knight               | Músico                                | Cuba           | 1921         | [ 4 ]  |
| 3   | Joe Hunter                 | Músico                                | Estados Unidos | 1927         |        |
| 3   | Ángel Luis Bienvenida      | Toureiro                              | Espanha        | 1924         |        |
| 4   | Bauer                      | Futebolista                           | Brasil         | 1925         | [ 5 ]  |
| 4   | Barbara McNair             | Atriz                                 | Estados Unidos | 1934         |        |
| 5   | Charles Grimes             | Remador                               | Estados Unidos | 1935         | [ 6 ]  |
| 5   | Masao Takemoto             | Ginasta                               | Japão          | 1919         | [ 7 ]  |
| 6   | Frankie Laine              | Cantor e compositor                   | Estados Unidos | 1913         | [ 8 ]  |
| 7   | Pedrinho Mattar            | Pianista                              | Brasil         | 1936         | [ 9 ]  |
| 7   | Alan G MacDiarmid          | Químico                               | Estados Unidos | 1927         | [ 10 ] |
| 8   | Ozualdo Candeias           | Cineasta                              | Brasil         | 1918         | [ 11 ] |
| 8   | Anna Nicole Smith          | Atriz e modelo                        | Estados Unidos | 1967         | [ 12 ] |
| 9   | Alejandro Finisterre       | Inventor e escritor                   | Espanha        | 1919         |        |
| 9   | Bruno Ruffo                | Motociclista                          | Itália         | 1920         | [ 13 ] |
| 9   | Ian Richardson             | Ator                                  | Escócia        | 1934         | [ 14 ] |
| 10  | Jung Da Bin                | Atriz                                 | Coreia do Sul  | 1980         |        |
| 11  | Derek Gardner              | Pintor                                | Inglaterra     | 1914         | [ 15 ] |
| 11  | Marianne Fredriksson       | Escritora                             | Suécia         | 1927         | [ 16 ] |
| 12  | Peggy Gilbert              | Músico                                | Estados Unidos | 1905         |        |
| 13  | Charles Norwood            | Político                              | Estados Unidos | 1941         |        |
| 13  | Alicia Bruzzo              | Atriz                                 | Argentina      | 1955         |        |
| 14  | Carlos Coimbra             | Cineasta                              | Brasil         | 1927         | [ 17 ] |
| 15  | Robert Adler               | Físico                                | Áustria        | 1913         |        |
| 15  | Ray Evans                  | Letrista                              | Estados Unidos | 1915         | [ 18 ] |
| 16  | Herminio Iglesias          | Político                              | Argentina      | 1929         |        |
| 17  | Maurice Papon              | Militar                               | França         | 1910         |        |
| 17  | Jurga Ivanauskaitė         | Escritora                             | Lituânia       | 1961         |        |
| 17  | Dermot O’Reilly            | Músico                                | Irlanda        | 1942         |        |
| 17  | Mike Awesome               | Wrestler                              | Estados Unidos | 1965         |        |
| 17  | Jean Duvignaud             | Dramaturgo                            | França         | 1921         |        |
| 17  | Joseph Gallo               | Rancheiro                             | Estados Unidos | 1919         |        |
| 18  | Juan "Pachín" Vicéns       | Jogador de basquete                   | Porto Rico     | 1933         |        |
| 19  | Janet Blair                | Atriz                                 | Estados Unidos | 1921         |        |
| 20  | Carl-Henning Pedersen      | Pintor                                | Dinamarca      | 1913         |        |
| 20  | Ihab Kareem                | Futebolista                           | Iraque         | 1981         |        |
| 22  | Fons Rademakers            | Cineasta                              | Países Baixos  | 1920         |        |
| 22  | Dennis Johnson             | Jogador de basquete                   | Estados Unidos | 1954         |        |
| 22  | Luiz Chaves                | Músico                                | Brasil         | 1931         |        |
| 22  | Lothar-Günther Buchheim    | Escritor e pintor                     | Alemanha       | 1918         |        |
| 23  | Pascal Yoadimnadji         | Primeiro-ministro                     | Chade          | 1950         | [ 19 ] |
| 23  | Heinz Berggruen            | Colecionador de arte                  | Alemanha       | 1914         |        |
| 23  | Nauro Esteves              | Arquiteto                             | Brasil         | 1923         |        |
| 24  | Damien Nash                | Jogador de futebol americano          | Estados Unidos | 1982         |        |
| 24  | Bruce Bennett              | Ator                                  | Estados Unidos | 1906         |        |
| 24  | Leroy Jenkins              | Músico                                | Estados Unidos | 1932         |        |
| 26  | Sônia Oiticica             | Atriz                                 | Brasil         | 1918         |        |
| 27  | Bobby Rosengarden          | Músico                                | Estados Unidos | 1924         |        |
| 28  | Billy Thorpe               | Músico                                | Inglaterra     | 1946         |        |
| 28  | Lala Schneider             | Atriz                                 | Brasil         | 1915         | [ 20 ] |
| 28  | Arthur M. Schlesinger, Jr. | Historiador                           | Estados Unidos | 1917         |        |
| 28  | Charles Forte              | Hoteleiro                             | Itália         | 1908         |        |